# Vasikkasaari (ö i Finland, Kajanaland, Kehys-Kainuu, lat 64,57, long 29,66)
Vasikkasaari är en ö i Finland. Den ligger i sjön Iso Kuumujärvi och i kommunen Kuhmo i den ekonomiska regionen  Kehys-Kainuu  och landskapet Kajanaland, i den centrala delen av landet, 500 km nordost om huvudstaden Helsingfors. Öns area är 0,7 hektar och dess största längd är 210 meter i sydöst-nordvästlig riktning.